# Bábolna
Bábolna er en by i Komárom-Esztergom, Ungarn. Byen har 3.397(2024) indbyggere.
Fra Bábolna er der 27,5 km til Tata, 7 km til Nagyigmánd og 15 km til Komárom.